# فلیکس آورباخ
 فلیکس آورباخ (انگلیسی: Felix Auerbach؛ زاده ۱۸۵۶ درگذشته ۱۹۳۳) یک فیزیک‌دان اهل آلمان بود.